# Sanjin Kovačić
Sanjin Kovačić (Zagreb, 18. svibnja 1954.), hrvatski mačevatelj. Rođen u Zagrebu 18. svibnja 1954. godine. Maturirao 1973. godine na V. gimnaziji u Zagrebu. Studirao fiziku na PMF-u u Zagrebu. Od 1981. do 1983. radio u izdavačkom poduzeću "Liber", a od 1984. godine profesionalno angažiran u mačevanju.[nedostaje izvor]

## Vanjske poveznice
- BIOGRAFIJA na portalu kluba Zagrebačka škola mačevanja

- Športska biografija na portalu Europske mačevalačke konfederacije C.E.E.[neaktivna poveznica]
- Član Natjecateljske komisije Europske mačevateljske konfederacije
- Međunarodni FIE sudac za floret i mač
- Međunarodna mačevalačka federacija - FIE
- Organizator mačevalačkih natjecanja pri Zagrebačkom sveučilišnom športskom savezu  Arhivirana inačica izvorne stranice od 11. listopada 2012. (Wayback Machine)

- Profesor na kolegiju scenskog i povjesnog mačevanja na Akademiji dramske umjetnosti sveučilišta u Zagrebu  Arhivirana inačica izvorne stranice od 6. ožujka 2021. (Wayback Machine)}
- Autor i režiser scene mačevanja u kazališnoj predstavi Hamlet na Dubrovačkim ljetnim igrama  Arhivirana inačica izvorne stranice od 14. srpnja 2010. (Wayback Machine)
- Tzv. Salon mačevatelja 'Sanjin Kovačić' u Velikom Taboru
- Publicistički članak o mačevanju na web portalu MK Split  Arhivirana inačica izvorne stranice od 26. lipnja 2012. (Wayback Machine)
- Skripta Program i normativi za vođenje obuke mačevanja na web portalu MK Rapir  Arhivirana inačica izvorne stranice od 8. svibnja 2021. (Wayback Machine)
- Najveći uspjeh kao trenera i izbornika - kvalifikacije njegovog učenika Bojana Jovanovića na Olimpijske igre London 2012
- Promptna izbornička odluka: uvrštenje državnog juniorskog prvaka, Splićanina Luke Gujinovića u seniorsku reprezentaciju i učestvovanje na Europskom prvenstvu u Sheffieldu - odmah nakon Gujinovićevog osvajanja brončane medalje na FIE-satelitu u seniorskom maču 2011.g. u Splitu.

- Ilustrirani zapisi Vladimira Mažuranića s 11. Olimpijskih igara u Berlinu 1936.g., na kojima je učestvovao kao floretaš – a koje je za web pripremio Sanjin Kovačić  Arhivirana inačica izvorne stranice od 14. kolovoza 2011. (Wayback Machine)